# Liga de Noruega de balonmano femenino
La Liga de Noruega de balonmano femenino es la máxima categoría del balonmano femenino en Noruega. Fue fundada en 1968.

## Clubes 2024-25
- Byåsen Håndball Elite
- Fana Håndball Elite
- Follo HK Damer
- Fredrikstad BK
- Gjerpen IF
- Haslum HK
- Molde HK
- Larvik HK
- Oppsal IF
- Romerike Ravens
- Sola HK
- Storhamar Håndball Elite
- Tertnes Håndball Elite
- Vipers Kristiansand

## Palmarés
- 1968 Sørskogbygda
- 1969 Skjeberg
- 1970 Brandval
- 1971 Freidig
- 1972 Vestar
- 1973 Vestar (2)
- 1974 Vestar (3)
- 1975 Vestar (4)
- 1976 Vestar (5)
- 1977 Vestar (6)
- 1978 Vestar (7)
- 1979 Skogn
- 1980 Skogn (2)
- 1981 Sverresborg IF
- 1982 Skjeberg (2)
- 1983 Sverresborg IF (2)
- 1984 Gjerpen
- 1985 Gjerpen (2)
- 1986 Byåsen
- 1987 Byåsen (2)
- 1988 Nordstrand
- 1989 Byåsen (3)
- 1990 Byåsen (4)
- 1991 Gjerpen (3)
- 1992 Baekkelagets
- 1993 Sjetne IL
- 1994 Baekkelagets (2)
- 1995 Larvik
- 1996 Larvik (2)
- 1997 Larvik (3)
- 1998 Byåsen (5)
- 1999 Baekkelagets (3)
- 2000 Larvik (4)
- 2001 Larvik (5)
- 2002 Larvik (6)
- 2003 Larvik (7)
- 2004 Nordstrand (2)
- 2005 Larvik (8)
- 2006 Larvik (9)
- 2007 Larvik (10)
- 2008 Larvik (11)
- 2009 Larvik (12)
- 2010 Larvik (13)
- 2011 Larvik (14)
- 2012 Larvik (15)
- 2013 Larvik (16)
- 2014 Larvik (17)
- 2015 Larvik (18)
- 2016 Larvik (19)
- 2017 Larvik (20)
- 2018 Vipers Kristiansand
- 2019 Vipers Kristiansand (2)
- 2020 Vipers Kristiansand (3)
- 2021 Vipers Kristiansand (4)
- 2022 Vipers Kristiansand (5)
- 2023 Vipers Kristiansand (6)
- 2024 Vipers Kristiansand (7)
- 2025 Storhamar HE (1)